# Charing Cross Road
Charing Cross Road er en gade i London som løber nord fra Trafalgar Square til St Giles' Circus, (hvor den mødes med Oxford Street) og derpå bliver til Tottenham Court Road. Den hedder det fordi den løber fra Charing Cross. Det originale Charing Cross blev rejst af Edward 1. som et af de kors som markerede den rute liget af hans gemalinde (Eleonora af Kastilien) blev fragtet til London. 
Gaden er kendt for dens specialboghandler og antikvariater. Sektionen fra Leicester Square undergrundsstation til Cambridge Circus er hjemsted for specialbutikker som Zwemmer's (kunstbøger), Murder One (krimibøger) og Comic. De fleste af butikkerne er i stueetagen af et beboelseshus, ejet af en ejerforening. Omkring år 2001 bestemte foreningen at hæve lejen markant for at bringe den tættere til markedslejen. Forretningerne var utilfredse med dette da de følte at de bidrog med en værdifuld service og tilførte karakter til området og at de ikke skulle behandles på denne måde af en non-profit organisation. Foreningens repræsentanter argumenterede med at hvis boghandlerne ikke betalte markedsleje blev de reelt subsidieret af foreningens lavindkomstbeboere. Boghandlerne fik en del offentlig støtte og et reduceret lejeforøgelse blev aftalt, ikke desto mindre er flere af boghandlerne lukket. Der kan findes flere antikvariater på den nærliggende Cecil Court. 
Den øverste sektion fra Cambridge Circus har mere generelle boghandler som Borders, Blackwell's og Foyles. Det er også værd at lægge mærke til musikbutikkerne på Denmark Street (også kendt som Tin Pan Alley). 
En længerevarende korrespondance mellem den New York baserede forfatter Helene Hanff og personalet I en boghandlen Marks & Co. var inspiration for bogen 84 Charing Cross Road (1970). I 1986 blev bogen lavet til en film med Anne Bancroft og Anthony Hopkins. Bogen er også lavet til et skuespil og et radiodrama på BBC. 84 Charing Cross Road har ikke været en boghandel de sidste mange år (adressen er i øjeblikket en All Bar One). Der er dog en blikplade som markerer stedet hvor Marks & Co. var. 
Charing Cross Road er også stedet for Leaky Cauldron i J.K. Rowling's populære Harry Potter serie (nævnes I den sjette bog). Pubben som drives af en mand ved navn Tom er samlingssted for magiske personer og tilbyder ligeledes overnatning. Der er en passage i baggården som fører til Diagon Alley, hvor magiske personer køber ind.